# James Baillieu, 3. Baron Baillieu
James William Latham Baillieu, 3. Baron Baillieu (* 16. November 1950) ist ein britischer Peer und Bankier australischer Herkunft.

## Leben und Karriere
Baillieu wurde am 16. November 1950 als Sohn von William Baillieu, 2. Baron Baillieu (1915–1973) und Anne Bayliss Page geboren. Er besuchte das Radley College, Abingdon. 1977 graduierte er von der Monash University, Melbourne mit einem Bachelor of Economics.
Von 1970 bis 1973 diente er bei den Coldstream Guards, wo er bis zum Second Lieutenant aufstieg. Er war von 1978 bis 1980 bei der Banque Nationale de Paris (Melbourne) tätig. Von 1980 bis 1988 war er Assistant Director von Rothschild Australia Ltd. Bei der Manufacturers Hanover Australia Ltd war Baillieu von 1988 bis 1990 Direktor. Von 1990 bis 1992 war er dies bei Standard Chartered Asia Ltd. Von 1992 bis 1994 war er Assistant Director der Crédit Lyonnais Asia Ltd und 1995 bei der Nomura International (Hong Kong) Ltd. Von 1995 bis 1996 war er General Director der Regent European Securities. Baillieu war von 1996 bis 1999 Direktor der CentreInvest Group Moscow.
Seit 1992 ist er Direktor der Anthony Baillieu and Associates (Hong Kong) Ltd und seit 2000 Managing Director der Bank NIKoil. Er lebt in Melbourne.
Baillieu gehört der Hereditary Peerage Association derzeit nicht an.

## Mitgliedschaft im House of Lords
Baillieu erbte nach dem Tod seines Vaters 1973 den Titel des Baron Baillieu und den damals damit verbundenen Sitz im House of Lords.  
In der Sitzungsperiode 1997/1998 wurde er durch einen vom House of Lords vergebenen Leave of Absence beurlaubt.
Seinen Sitz verlor er durch den House of Lords Act 1999. Für einen der verbleibenden Sitze hatte er sich nicht zur Wahl aufgestellt. Im Register of Hereditary Peers, die für eine Nachwahl zur Verfügung stehen, ist er nicht verzeichnet.

## Familie
Baillieu heiratete 1974 Cornelia Masters Ladd, Tochter von William Conkling Ladd. Sie ließen sich 1985 scheiden. Er heiratete 1987 Clare Stephenson, Tochter von Peter Stephenson. Aus der ersten Ehe ging ein Sohn hervor.